# Disney Channel (Canadá)
Disney Channel Canadá es un canal canadiense en idioma inglés, propiedad de Corus Entertainment. Primera emisión fue el 1 de septiembre de 2015, es una versión traducida de la red de cable de Estados Unidos de Disney Channel , que emite acción en vivo y animación de programación dirigida a niños entre las edades de 6 y 14 años.
El canal puso en marcha como parte de un nuevo acuerdo de licencia entre Corus Entertainment y el The Walt Disney Company , que logró un acuerdo de suministro programal anterior entre Disney y Family Channel (Propiedad de DHX Media). Su lanzamiento marca la primera vez que un servicio de televisión de marca Disney Channel ha operado en Canadá.

## Historia

### Orígenes
Desde su lanzamiento el 1 de septiembre de 1988, el idioma inglés Categoría A híbrido prémium cable básico y la televisión por satélite canal de la familia, que ahora es propiedad de infantil de programación propietario de la biblioteca DHX Media y anteriormente en manos de Astral Media hasta su adquisición por parte de Bell Media en 2013, que se celebró los derechos canadienses para Disney Channel biblioteca de programación. Como tal, que operaba con licencia versiones canadienses de marcas spin-off de Disney Channel, Disney XD (más tarde la Family Chrgd) y Disney Junior (más tarde Family Jr. y Télémagino; el último de los cuales funcionan como un canal múltiplex de emisión familia en Inglés con una emisión de servicios con licencia independiente en francés), como sus canales múltiple.

### Lanzamiento y Desarrollo
El 16 de abril de 2015, Corus Entertainment anunció que había llegado a un acuerdo "histórico" con el grupo Disney-ABC Domestic Television para adquirir a largo plazo, los derechos para múltiples plataformas canadienses a la biblioteca de programación de Disney Channel; el costo y la duración del acuerdo de licencia no fueron revelados. Corus también anunció que lanzaría una versión canadiense de Disney Channel el 1 de septiembre de 2015; El servicio consiste en un canal de televisión lineal, junto con la televisión por todas partes aplicaciones (Reloj Disney Channel Canadá), y el vídeo a la demanda de servicios para las plataformas de televisión. Esto marca el segundo servicio con licencia de Disney-ABC Domestic Television / Corus detrás de ABC Spark - una versión localizada de la familia ABC.
Corus declaró que la transición "seleccionar infantil bajo la marca Disney lineal ofertas de televisión" a las nuevas propiedades de su propiedad en el futuro; nuevos dirigidos por Corus Entertainment, Disney Junior y Disney XD servicios lanzados el 1 de diciembre de 2015. Mientras tanto, Disney Channel emitió bloques que ofrecen programas de Disney Junior y Disney XD seleccionados. Para la temporada 2015-16 televisión, en consecuencia, DHX Media rebautizado a Disney XD y Disney Junior como Family Chrgd y Family Jr., respectivamente y comenzó la eliminación gradual de la programación de Disney a partir de los dos canales y la familia; Acuerdo de licencia de DHX Media con Disney terminó formalmente en enero de 2016.
Disney Channel opera como un "exentos" servicio de Categoría B: como de las nuevas políticas implementadas en 2012, los canales con menos de 200.000 suscriptores que de otra manera cumplir con la definición de un servicio de categoría B están exentos de la licencia por el Consejo Canadiense de Radiodifusión y la Comisión de Telecomunicaciones.

## Disponibilidad
Corus indicó que Disney Channel estaba disponible en 10 millones de hogares en el lanzamiento, con el carro en la mayoría de los principales proveedores de cable canadienses, IPTV proveedores de Bell Fibe TV, Telus, y SaskTel, y los proveedores nacionales de satélite de Bell TV y Shaw Direct.

## Programación

### Programación Actual
- Bizaardvark (24 de junio de 2016 - presente)
- Best Friends Whenever (1 de septiembre de 2015 - presente)
- Bunk'd (1 de septiembre de 2015 - presente)
- Descendants: Wicked World (18 de septiembre de 2015 - presente)
- Elena of Avalor (22 de julio de 2016 - presente)
- Girl Meets World (1 de septiembre de 2015 - presente)
- K.C. Undercover (1 de septiembre de 2015 - presente)
- Liv y Maddie (1 de septiembre de 2015 - presente)
- Una Familia de Peluches y Carros (6 de septiembre de 2016 - presente)
- The Lodge (23 de septiembre de 2016 - presente)
- Stuck in the Middle (14 de febrero de 2016 - presente)

### Repeticiones
- Austin & Ally[5] (1 de septiembre de 2015 - presente)
- Jessie (1 de septiembre de 2015 - presente)[6]
- Wizards of Waverly Place (1 de septiembre de 2016 – presente)

### Programación Adquirida
- Cheer Squad (5 de noviembre de 2016 - presente)
- Extreme Babysitting
- Life with Boys (3 de septiembre de 2016 - presente)
- Mr. Young (1 de septiembre de 2016 - presente)
- Mi Niñera es una Vampira

### Programación Adquirida de Disney XD
- MECH-X4 (17 de noviembre de 2016 - presente)
- Milo Murphy's Law (3 de noviembre de 2016 – presente)
- Star vs. the Forces of Evil (3 de noviembre de 2016 - presente)
- Walk the Prank (3 de noviembre de 2016 - presente)

### Programación Antigua
- Doc Mcstuffins (1 de septiembre de 2015 - 18 de diciembre de 2015)
- Gamer's Guide to Pretty Much Everything (5 de septiembre de 2015 - 29 de noviembre de 2015)
- Gravity Falls (5 de septiembre de 2015 - 29 de noviembre de 2015)
- Guardianes de la Galaxia (5 de septiembre de 2015 - 29 de noviembre de 2015)
- Henry Hugglemonster (1 de septiembre de 2015 - 18 de diciembre de 2015)
- Jake and the Never Land Pirates (1 de septiembre de 2015 - 18 de diciembre de 2015)
- Kirby Buckets (5 de septiembre de 2015 - 29 de noviembre de 2015)
- Lab Rats (5 de septiembre de 2015 - 29 de noviembre de 2015)
- Lab Rats: Elite Force (6 de marzo de 2016)
- Mickey Mouse Clubhouse (1 de septiembre de 2015 - 18 de diciembre de 2015)
- Miles from Tomorrowland (1 de septiembre de 2015 - 18 de diciembre de 2015)
- Penn Zero: Part-Time Hero (5 de septiembre de 2015 - 29 de noviembre de 2015)
- Pickle & Peanut (5 de septiembre de 2015 - 29 de noviembre de 2015)
- Rolie Polie Olie (1 de septiembre de 2015 - 18 de diciembre de 2015)
- Sofia the First (1 de septiembre de 2015 - 18 de diciembre de 2015)
- Star Wars Rebels (5 de septiembre de 2015 - 29 de noviembre de 2015)

## Bloques

### Antiguos Bloques
- Disney XD en Disney Channel: un bloque de programación de fin de semana que ofrece programas de Disney XD; el bloque se interrumpió después del 29 de noviembre de 2015, debido a la puesta en marcha de Corus canal Disney XD. El Disney XD en el bloque de Disney Channel todavía sale de vez en cuando para mostrar episodios especiales, tales como el primer episodio de Lab Rats: Elite Force.
- Disney Junior en Disney Channel: un bloque de programación de lunes a viernes de programación que ofrece Disney Junior. El bloque se interrumpió después del 18 de diciembre de 2015 debido a la puesta en marcha de Corus canal Disney Junior.
- Famalama DingDong: un bloque de cuatro días con canales hermanos YTV y Teletoon . Fue muestran el estreno mundial de la más reciente show de Disney Channel "Stuck in the Middle" , junto con películas como Invisible Sister y nuevos episodios de la Girl Meets World el 12 de febrero de 2016. Fue el último canal al aire el 15 de febrero, el año 2016 después de YTV y Teletoon.